# Список дубель-шлюпок Российского императорского флота

Дубель-шлюпка образца 1737 года. Реконструкция Черникова

В список включены все дубель-шлюпки, небольшие парусно-гребные суда, состоявшие на вооружении Российского императорского флота.
Дубель-шлюпки появились в 1730-х годах и прослужили в составе русского флота до 1790-х годов, когда были замены канонерскими лодками. Наиболее массовое строительство судов этого типа происходило в 1736 и 1737 годах, когда велось формирование Днепровской флотилии, действовавшей в Днепровском лимане во время русско-турецкой войны 1735—1739 годов. Суда, строившиеся в эти годы, были беспалубными, по сути представляли собой шлюпки большого размера, и вооружались в основном фальконетами. Дубель-шлюпки, строившиеся в более поздние годы, имели палубу, их размеры возросли, а вооружение могло достигать 12 орудий, включая орудия крупного калибра.
В Российском императорском флоте дубель-шлюпки использовались преимущественно в составе гребных флотилий для действий вдоль побережья, в лиманах и на реках, в составе Сибирской флотилии также строились экспедиционные дубель-шлюпки.

## Легенда
Список судов разбит на разделы по флотам и флотилиям, внутри разделов суда представлены в порядке очерёдности включения их в состав флота, в рамках одного года — по алфавиту.
Таблица:
- Наименование — имя судна.
- Количество орудий — количество артиллерийских орудий, установленных на судне.
- Размер — длина и ширина судна в метрах.
- Осадка — осадка судна (глубина погружения в воду) в метрах.
- Банки — количество скамей для гребцов.
- Количество членов экипажа — общий численный состав экипажа судна.
- Верфь — верфь постройки судна.
- Корабельный мастер — фамилия мастера, построившего судно.
- Год включения в состав флота — для судов, построенных в России, указывается год их спуска на воду, для трофейных судов — год взятия в плен.
- Дата вывода из состава флота — дата завершения службы в составе флота.
- История службы — основные места и события.
- н/д — нет данных.

Сортировка может проводиться по любому из выбранных столбцов таблиц, кроме столбцов История службы и Примечания.

## Дубель-шлюпки Балтийского флота
В разделе приведены все дубель-шлюпки, входившие в состав Балтийского флота России.
| Название     | Ор. | Размер     | Осадка | Банки | Эк. | Верфь           | Мастер            | Вх.  | Вых. | История службы | Прим.             |
| ------------ | --- | ---------- | ------ | ----- | --- | --------------- | ----------------- | ---- | ---- | --- | ----------------- |
| Без названия | н/д | н/д        | н/д    | н/д   | н/д | н/д             | н/д               | н/д  | 1740 | Разбилась о камни в Финском заливе у острова Пени.                                                                                      | [ 3 ] [ 4 ] [ 5 ] |
| № 1          | 8   | 21,4 x 4,3 | 1,6    | 10    | н/д | Галерная верфь  | А. И. Алатчанинов | 1764 | 1771 | Сгорели в галерном порту Санкт-Петербурга от удара молнии.                                                                              | [ 6 ] [ 7 ]       |
| № 2          | 8   | 21,4 x 4,3 | 1,6    | 10    | н/д | Галерная верфь  | Щепин             | 1767 | 1771 | Сгорели в галерном порту Санкт-Петербурга от удара молнии.                                                                              | [ 6 ] [ 7 ]       |
| № 3          | 8   | 21,4 x 4,3 | 1,6    | 10    | н/д | Галерная верфь  | Щепин             | 1768 | н/д  | Сведений о плаваниях дубель-шлюпки не сохранилось.                                                                                      | [ 6 ] [ 7 ]       |
| Без названия | 8   | 21,4 x 4   | 1,5    | 10    | н/д | Галерная верфь  | Борисов           | 1771 | 1771 | Сгорела в галерном порту Санкт-Петербурга от удара молнии.                                                                              | [ 6 ] [ 8 ]       |
| № 1          | 8   | 21,4 x 4,3 | 1,5    | 10    | 56  | Олонецкая верфь | Щепин             | 1773 | 1790 | Принимали участие в русско-шведской войне 1788—1790 годов, погибли во втором Роченсальмском сражении.                                   | [ 6 ] [ 8 ]       |
| № 2          | 8   | 21,4 x 4,3 | 1,5    | 10    | 56  | Олонецкая верфь | Щепин             | 1773 | 1790 | Принимали участие в русско-шведской войне 1788—1790 годов, погибли во втором Роченсальмском сражении.                                   | [ 6 ] [ 8 ]       |
| № 3          | 8   | 21,4 x 4,3 | 1,5    | 10    | 56  | Олонецкая верфь | Щепин             | 1773 | 1790 | Принимали участие в русско-шведской войне 1788—1790 годов, погибли во втором Роченсальмском сражении.                                   | [ 6 ] [ 8 ]       |
| № 4          | 8   | 21,4 x 4,3 | 1,5    | 10    | 56  | Олонецкая верфь | А. И. Озеров      | 1773 | 1790 | Принимала участие в русско-шведской войне 1788—1790 годов, захвачена шведами во втором Роченсальмском сражении.                         | [ 6 ] [ 8 ]       |
| № 5          | 8   | 21,4 x 4,3 | 1,5    | 10    | 56  | Олонецкая верфь | А. И. Озеров      | 1773 | 1792 | Принимали участие в русско-шведской войне 1788—1790 годов, в 1792 году были разобраны.                                                  | [ 6 ] [ 8 ]       |
| № 6          | 8   | 21,4 x 4,3 | 1,5    | 10    | 56  | Олонецкая верфь | А. И. Озеров      | 1773 | 1792 | Принимали участие в русско-шведской войне 1788—1790 годов, в 1792 году были разобраны.                                                  | [ 6 ] [ 8 ]       |
| № 7          | 8   | 21,4 x 4,3 | 1,5    | 10    | 56  | Олонецкая верфь | А. И. Озеров      | 1773 | 1792 | Принимали участие в русско-шведской войне 1788—1790 годов, в 1792 году были разобраны.                                                  | [ 6 ] [ 8 ]       |
| № 8          | 8   | 21,4 x 4,3 | 1,5    | 10    | 56  | Олонецкая верфь | А. И. Озеров      | 1773 | 1792 | Принимали участие в русско-шведской войне 1788—1790 годов, в 1792 году были разобраны.                                                  | [ 8 ] [ 9 ]       |
| № 9          | 8   | 21,4 x 4,3 | 1,5    | 10    | 56  | Олонецкая верфь | А. И. Озеров      | 1773 | 1792 | Принимали участие в русско-шведской войне 1788—1790 годов, в 1792 году были разобраны.                                                  | [ 8 ] [ 9 ]       |
| № 1          | 8   | 21,4 x 4,3 | 1,5    | 10    | 56  | Олонецкая верфь | И. И. Афанасьев   | 1776 | 1800 | Принимала участие в русско-шведской войне 1788—1790 годов, в 1800 году была разобрана.                                                  | [ 8 ] [ 9 ]       |
| № 2          | 8   | 21,4 x 4,3 | 1,5    | 10    | 56  | Олонецкая верфь | И. И. Афанасьев   | 1776 | 1792 | Принимала участие в русско-шведской войне 1788—1790 годов, в 1792 году была разобрана.                                                  | [ 8 ] [ 9 ]       |
| № 3          | 8   | 21,4 x 4,3 | 1,5    | 10    | 56  | Олонецкая верфь | И. И. Афанасьев   | 1776 | 1800 | Принимала участие в русско-шведской войне 1788—1790 годов, в 1800 году была разобрана.                                                  | [ 8 ] [ 9 ]       |
| № 4          | 8   | 21,4 x 4,3 | 1,5    | 10    | 56  | Олонецкая верфь | И. И. Афанасьев   | 1776 | 1800 | Принимала участие в русско-шведской войне 1788—1790 годов, в 1792 году была разобрана в Главном галерном порту Санкт-Петербурга.        | [ 8 ] [ 9 ]       |
| Без названия | 12  | 22,9 x 5,7 | 1,9    | 11    | н/д | н/д             | н/д               | 1789 | 1790 | Принимала участие в русско-шведской войне 1788—1790 годов, захвачена шведами во втором Роченсальмском сражении.                         | [ 8 ] [ 9 ]       |
| № 4          | 12  | 22,9 x 5,7 | 1,9    | 11    | н/д | Галерная верфь  | Зоркий            | 1789 | 1802 | Принимала участие в русско-шведской войне 1788—1790 годов. В 1797 году несла брандвахтенную службу в Роченсальме, где и была разобрана. | [ 8 ] [ 9 ]       |

## Дубель-шлюпки Черноморского флота, Азовской и Днепровской флотилий
В разделе приведены все дубель-шлюпки, входившие в состав Черноморского флота, Азовской и Днепровской флотилий России и воевавшие преимущественно в Днепровском лимане.
Наиболее массовое строительство дубель-шлюпок в российском флоте происходило в 1736 и 1737 годах именно для формирования Днепровской флотилии, действовавшей в Днепровском лимане во время русско-турецкой войны 1735—1739 годов. Изначально планировалось построить около 500 судов данного типа, однако позже их количество было сокращено до 400, которые должны были строиться в 4 этапа по 100 шлюпок. Фактически в боевых действиях в Днепровском лимане принимало участие небольшое количество из построенных судов, так в книге И. И. Черникова «Флот на реках» упоминаются 300 судов, отправленных весной 1737 года вниз по Днепру для комплектования Днепровской флотилии, большая часть которых была разбита. Днепровские пороги удалось пройти только 76 судам, остальные были разбиты или брошены за негодностью, однако и уцелевшие суда пришли с серьёзными повреждениями и требовали значительного ремонта. В справочнике А. А. Чернышёва упоминаются 202 дубель-шлюпки, из которых в 1737 году в Днепровский лиман прибыло только 16, остальные были разбиты при прохождении Днепровских порогов. Однако далее в том же справочнике упоминаются ещё 50 судов, принимавших участие в эвакуации гарнизонов Очакова и Кинбурна. В «Списке русских военных судов» Ф. Ф. Веселаго упоминаются 400 построенных дубель-шлюпок, без указания истории службы.
| Название                      | Ор.  | Размер        | Осадка  | Банки | Эк.   | Верфь                  | Мастер | Вх.  | Вых. | История службы | Прим.                              |
| ----------------------------- | ---- | ------------- | ------- | ----- | ----- | ---------------------- | ------ | ---- | ---- | --- | ---------------------------------- |
| 400 дубель-шлюпок             | 6    | 18,3 х 4,52   | 1,12    | н/д   | 40    | Брянская верфь         | н/д    | 1737 | 1739 | Принимали участие в русско-турецкой войне 1735—1739 годов, весной 1737 года из Брянска вниз по Днепру были отправлены 202 дубель-шлюпки, однако к Очакову из них прибыло только 16. Прибывшие шлюпки в октябре принимали участие в обороне Очакова. В сентябре следующего года около 50-ти дубель-шлюпок принимало участие в эвакуации гарнизонов крепостей Очаков и Кинбурн. По окончании войны при упразднении Днепровской флотилии все дубель-шлюпки были разобраны. | [ 10 ] [ 11 ] [ 12 ] [ 13 ] [ 14 ] |
| Без названия                  | н/д  | 22 x 5,2      | 1,7     | н/д   | н/д   | Тавровская верфь       | н/д    | 1738 | 1739 | Принимала участие в русско-турецкой войне 1735—1739 годов, входила в состав флотилии вице-адмирала П. П. Бредаля. Была разобрана после окончании войны и упразднения Азовской флотилии. | [ 10 ] [ 11 ]                      |
| 6 дубель-шлюпок               | 8—10 | 17,1—18,3 6,1 | 1,8—2,3 | н/д   | 40    | Ново-Запорожская верфь | н/д    | 1738 | 1739 | В боевых действиях участия не принимали и после русско-турецкой войны 1735—1739 годов были разобраны. | [ 10 ] [ 11 ]                      |
| 2 бомбардирские дубель-шлюпки | 6    | 17,1 x 6,1    | 1,8     | н/д   | 40    | Построены на Днепре    | н/д    | 1738 | 1739 | В боевых действиях участия не принимали и после русско-турецкой войны 1735—1739 годов были разобраны. | [ 10 ] [ 11 ]                      |
| Без названия                  | н/д  | н/д           | н/д     | н/д   | н/д   | Построена на Дону      | н/д    | 1771 | н/д  | Сведений о плаваниях дубель-шлюпок не сохранилось. | [ 15 ]                             |
| 4 дубель-шлюпки               | 2    | 21 x 6,1      | 2,3     | н/д   | н/д   | Секеринская пристань   | н/д    | 1778 | н/д  | Сведений о плаваниях дубель-шлюпок не сохранилось. | [ 16 ]                             |
| № 4                           | 12   | н/д           | н/д     | н/д   | н/д   | н/д                    | н/д    | 1778 | н/д  | Сведений о плаваниях дубель-шлюпок не сохранилось. | [ 16 ]                             |
| № 6                           | 8    | н/д           | н/д     | н/д   | н/д   | н/д                    | н/д    | 1778 | н/д  | Сведений о плаваниях дубель-шлюпок не сохранилось. | [ 16 ]                             |
| № 1                           | 11   | 22 x 5,2      | 1,7     | 21    | 60—70 | Херсонская верфь       | н/д    | 1788 | н/д  | Принимала участие в русско-турецкой войне 1787—1791 годов, в 1788 году в составе гребной флотилии контр-адмирала принца К. Г. Нассау-Зигена участвовала в сражениях с турецким флотом у Очакова, а также блокаде и бомбардировке Очакова. В 1789 году в составе отряда капитан-лейтенанта К. П. Литке принимала участие в прорыве в Сулинское гирло Дуная, взятии крепостей Тульча и Исакча, а также боях с турецкой флотилией. С 18 (29) ноября 1789 года в составе флотилии гребных судов участвовала блокаде, бомбардировках и последующем штурме Измаила. В 1791 году в числе прочих судов флотилии принимала участие в перевозке войск, взятии крепости Браилов и сражении под Мачином. В 1792 году находилась на Дунае. | [ 17 ]                             |
| № 2                           | 11   | 22 x 5,2      | 1,7     | 21    | 52    | Херсонская верфь       | н/д    | 1788 | 1788 | Принимала участие в русско-турецкой войне 1787—1791 годов. Под командованием Х. И. Остен-Сакена находилась в дозоре у Кинбурна. 26 мая (6 июня) 1788 года обнаружила входивший в Днепровский лиман турецкий флот и попыталась уйти. 30 галер турецкого флота направились в погоню, 13 из них нагнали дубель-шлюпку у устья реки Буг. 4 галеры сцепились на абордаж с дубель-шлюпкой, предвидя неминуемое поражение и захват своего судна, командир взорвал его. При взрыве погиб экипаж дубель-шлюпки и уничтожены 4 турецкие галеры. | [ 17 ] [ 18 ] [ 19 ] [ 20 ]        |
| № 2                           | 11   | 22 x 5,2      | 1,7     | 21    | 60—70 | Херсонская верфь       | н/д    | 1788 | н/д  | Принимала участие в русско-турецкой войне 1787—1791 годов, в 1788 году в составе гребной флотилии контр-адмирала принца К. Г. Нассау-Зигена участвовала в сражениях с турецким флотом у Очакова, а также блокаде и бомбардировке Очакова. В 1789 году в составе отряда капитана 1-го ранга Ф. А. Ахматова принимала участие в прорыве в Сулинское гирло Дуная, взятии крепости Тульча, а также боях с турецкой флотилией. С 18 (29) ноября 1789 года в составе флотилии гребных судов участвовала блокаде, бомбардировках и последующем штурме Измаила. В 1791 году в числе прочих судов флотилии принимала участие в перевозке войск, взятии крепости Браилов и сражении под Мачином. В 1792 и 1793 годах выходила в плавания в Чёрное море. | [ 17 ]                             |
| № 3                           | 11   | 22 x 5,2      | 1,7     | 21    | 60—70 | Херсонская верфь       | н/д    | 1788 | н/д  | Принимала участие в русско-турецкой войне 1787—1791 годов, в 1788 году в составе гребной флотилии контр-адмирала принца К. Г. Нассау-Зигена участвовала в сражениях с турецким флотом у Очакова, а также блокаде и бомбардировке Очакова. В 1789 году в составе отряда капитана 1-го ранга Ф. А. Ахматова принимала участие в прорыве в Сулинское гирло Дуная, взятии крепости Тульча, а также боях с турецкой флотилией. С 18 (29) ноября 1789 года в составе флотилии гребных судов участвовала блокаде, бомбардировках и последующем штурме Измаила. В 1791 году в числе прочих судов флотилии принимала участие в перевозке войск, взятии крепости Браилов и сражении под Мачином. | [ 17 ]                             |
| № 4                           | 11   | 22 x 5,2      | 1,7     | 21    | 60—70 | Херсонская верфь       | н/д    | 1788 | н/д  | Принимала участие в русско-турецкой войне 1787—1791 годов, в 1788 году в составе гребной флотилии контр-адмирала принца К. Г. Нассау-Зигена участвовала в сражениях с турецким флотом у Очакова, а также блокаде и бомбардировке Очакова. В 1789 году в составе отряда капитан-лейтенанта К. П. Литке принимала участие в прорыве в Сулинское гирло Дуная, взятии крепостей Тульча и Исакча, а также боях с турецкой флотилией. С 18 (29) ноября 1789 года в составе флотилии гребных судов участвовала блокаде, бомбардировках и последующем штурме Измаила. В 1791 году в числе прочих судов флотилии принимала участие в перевозке войск, взятии крепости Браилов и сражении под Мачином. В 1792 году выходила в практическое плавание в Чёрное море с гардемаринами на борту.                                                                                             | [ 17 ]                             |
| № 5                           | 11   | 22 x 5,2      | 1,7     | 21    | 60—70 | Херсонская верфь       | н/д    | 1788 | н/д  | Принимала участие в русско-турецкой войне 1787—1791 годов, в 1788 году в составе гребной флотилии контр-адмирала принца К. Г. Нассау-Зигена участвовала в сражениях с турецким флотом у Очакова, а также блокаде и бомбардировке Очакова. Летом 1789 года во время крейсерского плавания между Херсоном и Гаджибеем, захватила турецкий транспорт и 5 лансонов, в октябре—ноябре того же года составе отряда капитан-лейтенанта К. П. Литке принимала участие в прорыве в Сулинское гирло Дуная, взятии крепостей Тульча и Исакча, а также боях с турецкой флотилией. С 18 (29) ноября 1789 года в составе флотилии гребных судов участвовала блокаде, бомбардировках и последующем штурме Измаила. В 1791 году в числе прочих судов флотилии принимала участие в перевозке войск, взятии крепости Браилов и сражении под Мачином. В 1793 ходила между Очаковом и Николаевом. | [ 17 ]                             |
| № 6                           | 11   | 22 x 5,2      | 1,7     | 21    | 60—70 | Херсонская верфь       | н/д    | 1788 | н/д  | Принимала участие в русско-турецкой войне 1787—1791 годов, в 1788 году в составе гребной флотилии контр-адмирала принца К. Г. Нассау-Зигена участвовала в сражениях с турецким флотом у Очакова, а также блокаде и бомбардировке Очакова. В 1789 году в составе отряда капитана 1-го ранга Ф. А. Ахматова принимала участие в прорыве в Сулинское гирло Дуная, взятии крепости Тульча, а также боях с турецкой флотилией. С 18 (29) ноября 1789 года в составе флотилии гребных судов участвовала блокаде, бомбардировках и последующем штурме Измаила. В 1791 году в числе прочих судов флотилии принимала участие в перевозке войск, взятии крепости Браилов и сражении под Мачином. В 1792 году ушла в Николаев, а в 1793 и 1794 годах совершала плавания в Чёрном море.                                                                                                   | [ 17 ]                             |
| 6 дубель-шлюпок               | н/д  | н/д           | н/д     | н/д   | н/д   | Новохопёрская верфь    | н/д    | 1788 | н/д  | Принимали участие в русско-турецкой войне 1787—1791 годов, базировались в Керчи и Таганроге. | [ 17 ]                             |
| 12 дубель-шлюпок              | н/д  | н/д           | н/д     | н/д   | н/д   | Верфь в посёлке Мошна  | н/д    | 1788 | н/д  | Были отправлены с верфи вниз по Днепру в 1788 году, однако, не сумев преодолеть Днепровские пороги, остались у Кременчуга. | [ 17 ]                             |

## Дубель-шлюпки Сибирской флотилии
В разделе приведены все дубель-шлюпки, входившие в состав Сибирской флотилии России.
| Название | Ор. | Размер     | Осадка | Банки | Эк. | Верфь                 | Мастер                     | Вх.  | Вых. | История службы | Прим.                       |
| -------- | --- | ---------- | ------ | ----- | --- | --------------------- | -------------------------- | ---- | ---- | --- | --------------------------- |
| Тобол    | н/д | 21,4 x 4,6 | 2,1    | н/д   | 56  | Построена в Тобольске | н/д                        | 1733 | н/д  | В составе 2-го отряда принимала участие в Великой Северной экспедиции. | [ 1 ] [ 21 ] [ 22 ]         |
| Якутск   | н/д | 21,4 x 5,5 | 2      | н/д   | н/д | Построена в Якутске   | н/д                        | 1735 | 1740 | В составе 4-го отряда принимала участие в Великой Северной экспедиции. 13 (24) августа 1740 года была повреждена льдами, экипажу удалось по льду переправиться на берег, а сама шлюпка в конце месяца была унесена в Северный Ледовитый океан. | [ 21 ] [ 23 ] [ 24 ] [ 25 ] |
| Надежда  | н/д | 21,4 x 5,5 | 1,5    | н/д   | 44  | Охотская верфь        | М. Ругачев и А. И. Кузьмин | 1737 | 1753 | В составе отряда М. П. Шпанберга принимала участие в Великой Северной экспедиции. После экспедиции с 1743 по 1753 год использовалась для грузо-пассажирских перевозок между портами Охотского моря. Разбилась на Курильской кошке в 1753 году. | [ 21 ] [ 26 ] [ 27 ] [ 28 ] |

### Комментарии
1. ↑  Одна 12-фунтовая, одна 8-фунтовая пушки и 6 фальконетов.
2. 1 2 3 4 5 6 7 8 9 10 11 12 13  Дубель шлюпки № 1—9 1773 года постройки и № 1—4 1776 года постройки строились по одному проекту, тип «Номерная».
3. ↑  Из них 40 гребцов.
4. ↑  Не только дубель-шлюпок.
5. ↑  2-фунтовые фальконеты.
6. ↑  По другим данным длина дубель-шлюпки составляла 18,85 метра.
7. 1 2  Точное место не установлено.
8. 1 2 3 4 5 6 7  Дубель шлюпки № 1—2 и № 2—6 1788 года постройки строились по одному проекту, тип «Номерная».
9. ↑  Две 30-фунтовых пушки или 1-пудовых единорога, одна 12-фунтовая и четыре 4-фунтовых пушки, а также 4 фальконета.
10. ↑  42 весла.